# Laurent Papot
Laurent Papot, né le 14 juin 1978 à Clamart, est un acteur français.

## Biographie
Laurent Papot commence par étudier la psychologie à l'Université Paris 8, puis se forme en parallèle au cours Florent auprès de Georges Bécot, Stéphane Auvray-Noroy et Michel Fau, de 1996 à 1999.
Il travaille ensuite sous la direction de Georges Bécot (Il était une fois, La comédie des masques, La solitude du valet de ferme le soir après le pansage...) et Antonella Negroni, dans une adaptation du Britannicus de Racine. En 2003, il monte avec la metteuse en scène et musicienne Séverine Chavrier la compagnie "La sérénade interrompue". Ensemble, ils créent une dizaine de spectacles, dont le remarqué Épousailles et représailles aux Amandiers en 2010. Il rencontre le réalisateur Guillaume Brac qui lui confie le rôle de Gilles dans Un monde sans femmes, où il rencontre Vincent Macaigne qui l'engagera dans la reprise de spectacle Requiem 3, avant de le faire jouer dans son premier long-métrage Pour le réconfort.
Depuis, Laurent Papot mène une carrière au théâtre et au cinéma. De 2015 à 2017, il travaille régulièrement à l'Odéon Théâtre de l'Europe sous la direction d'Ivo van Hove (Vu du Pont), Simon Stone (Les trois soeurs). Il continue à travailler avec Séverine Chavrier, avec qui il monte l'adaptation remarquée du roman de Faulkner Les Palmiers Sauvages, qui tournera pendant cinq ans, mais aussi Nous sommes repus mais pas repentis, qui lui vaudra les honneurs de Sceneweb ("meilleur acteur 2016"). Au cinéma, il tourne avec Pierre Schoeller, Hugo Dillon, Marc Collin, Olivier Assayas, Barry Levinson. En 2019, il crée Perspective de fuite, une conférence-spectacle sur une basket Nike.
En 2020, il se présente aux élections de Revin pour le film Municipale, où il joue de sa double identité d'acteur et de candidat pour donner la parole aux habitants afin qu'ils s'emparent de sa propre candidature et fassent campagne. Le film crée l'événement à l'ACID Cannes 2021,,.
Il retrouve ensuite Séverine Chavrier pour Ils nous ont oubliés, un nouveau spectacle inspiré du roman La platrière de Thomas Bernhard, et Absalon, Absalon, adapté du roman de Faulkner, qui fait sensation au Festival d'Avignon en 2024 et où sa prestation est remarquée par la presse.

## Théâtre

### Comédien
- 2010 : Épousailles et représailles, de Hanoch Levin, mise en scène Séverine Chavrier, théâtre des Amandiers.
- 2011 : Série J. G. Ballard, de Séverine Chavrier, 104.
- 2011 : Requiem 3, de Vincent Macaigne, théâtre des Bouffes du Nord.
- 2012 : Déjà là, d'Aurélia Guillet, théâtre National de la Colline.
- 2012 : Plage ultime, de Séverine Chavrier, théâtre des Amandiers, Festival d'Avignon.
- 2014 : Love and money, de Blandine Savetier, théâtre du Rond-Point, Théâtre National de Strasbourg.
- 2014 : Les Palmiers sauvages, d'après le roman de William Faulkner, mise en scène Séverine Chavrier, théâtre de l'Odéon - théâtre de Vidy-Lausanne.
- 2015 : Vu du pont, de Henry Miller, mise en scène Ivo van Hove, théâtre de l'Odéon.
- 2016 : Nous sommes repus mais pas repentis, d'après le roman Déjeuner chez Wittgenstein de Thomas Bernhard, mise en scène Séverine Chavrier, théâtre de l'Odéon, théâtre de la Ville, théâtre de Vidy-Lausanne.
- 2017 : Nathan !?, mise en scène Nicolas Stemann, théâtre de Vidy-Lausanne.
- 2017 : Les trois sœurs, d'Anton Tchekov, mise en scène Simon Stone, théâtre de l'Odéon.
- 2021 : Le roi Lear, de Shakespeare, mise en scène Georges Lavaudant, MC2 Grenoble.
- 2022 : Ils nous ont oubliés, d'après le roman La platrière de Thomas Bernhard, mise en scène Séverine Chavrier, théâtre de l'Odéon, CND d'Orléans, Comédie de Genève.
- 2024 : Absalon, absalon !, d'après le roman de William Faulkner, mise en scène Séverine Chavrier, Festival d'Avignon, Comédie de Genève.

### Metteur en scène
2021 : Perspectives de fuite, de Laurent Papot, théâtre Monfort.

## Cinéma

### Longs-métrages
- 2011 : Un monde sans femmes, de Guillaume Brac : Gilles.
- 2015 : Fraigers, de Hugo Dillon
- 2017 : Pour le réconfort, de Vincent Macaigne : Laurent.
- 2018 : Un peuple et son roi, de Pierre Schoeller : Carnot.
- 2019 : Le choc du futur, de Marc Collin : Paul.
- 2021 : The survivor, de Barry Levinson : Jean.
- 2022 : Municipale, de Thomas Paulot : Laurent.
- 2025 : L'Incroyable Femme des neiges de Sébastien Betbeder : Christophe

### Télévision
- 2022 : Irma Vep, d'Olivier Assayas : Albert Willemetz.
- 2023 : Sous contrôle, d'Erwan Le Duc.